# توتک (ری)
توتک روستایی در شهرستان ری با ساکنینی به زبان فارسی شولی کلکویی است.همچنین در استان فارس، در شمال شرقی شهرستان بوانات روستایی وجود دارد با نام توتک که گفته میشود به انجا تبعید شده اند چرا که از لحاظ چهره و خلق و خو با ساکنین محلات اطراف تفاوت چشمگیری دارند. مردمان این روستا که اکنون در نقاط مختلفی از ایران پراکنده شده اند دارای قدهایی بلند ،چشمهایی رنگی و صورتهای استخوانی و با پوستی روشن میباشند .

## جمعیت
این روستا در دهستان ماخونیک (سربیشه) قرار دارد و براساس سرشماری مرکز آمار ایران در سال ۱۳۸۵، جمعیت آن ۱۷۵ نفر (۳۸خانوار) بوده‌است.